# Święto Federacji

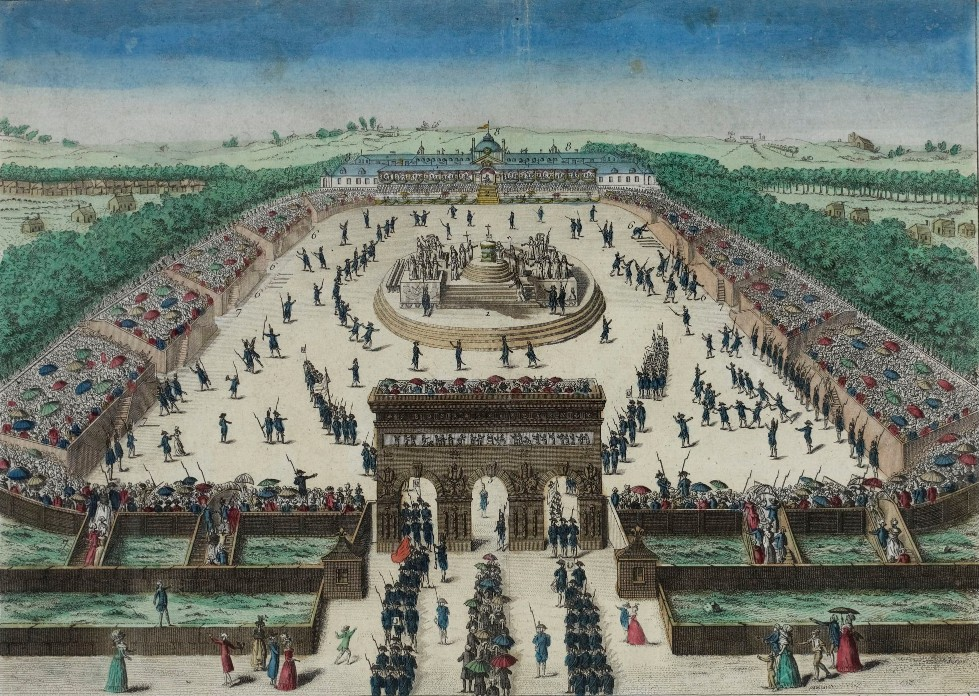
Obchody pierwszej rocznicy zdobycia Bastylii – Święto Federacji

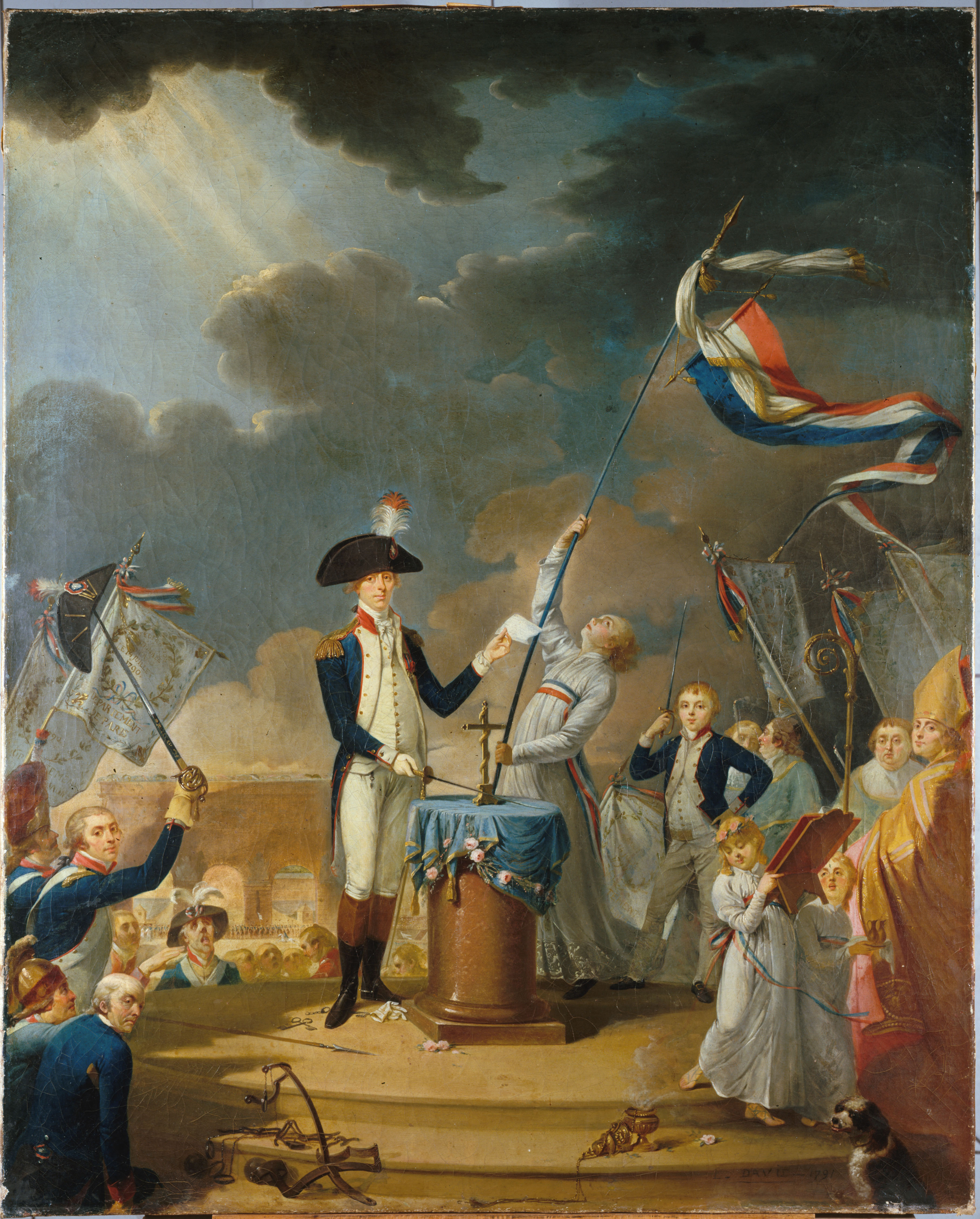
Przysięga La Fayette podczas Święta Federacji

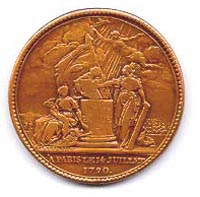
Medal pamiątkowy wydany z okazji Święta Federacji

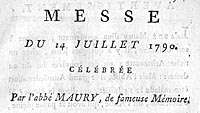
Zapowiedź mszy świętej odprawionej w czasie Święta

Święto Federacji (fr. Fête de la Fédération) – pierwsze wielkie święto rewolucyjne czasów rewolucji francuskiej, zorganizowane 14 lipca 1790 na paryskim Polu Marsowym z okazji rocznicy zdobycia Bastylii. W czasie święta Ludwik XVI złożył uroczystą przysięgę lojalności wobec postanowień Konstytuanty, zaś Talleyrand odprawił uroczystą mszę. 
Święto Federacji miało w założeniach odbywać się co roku, jednak po raz drugi zostało zorganizowane dopiero w 1792, a następnie jego tradycja została całkowicie porzucona. Jedynie w czasie Stu Dni podejmowane były próby jego ponownej organizacji. 

## Geneza święta
Inspiracją dla organizatorów Święta Federacji były podobne uroczystości, jakie były urządzane, zwłaszcza na południu, przy formowaniu nowych ludowych jednostek wojskowych. Z entuzjazmem został zatem przyjęty projekt markiza La Fayette, by w czasie jednej uroczystości uhonorować paryską Gwardię Narodową (której był komendantem) i rocznicę zdobycia Bastylii. Zgromadzenie Narodowe oraz Komuna Paryża wyraziły dodatkowo życzenie, by święto stało się dowodem jedności wszystkich Francuzów wobec zachodzących w kraju zmian. 

## Święto

### Przygotowania
Prace przygotowawcze, polegające głównie na usypywaniu tymczasowych ziemnych tarasów i wznoszeniu ołtarza ojczyzny, rozpoczęły się 1 lipca 1790. Wobec protestów pracujących robotników, związanych ze słabą płacą, do pracy przy przygotowaniach wezwano wszystkich paryżan-patriotów. Odzew był ogromny, a w pracach brał udział nawet sam La Fayette. Według relacji świadków w czasie robót dochodziło do fraternizowania się przedstawicieli różnych stanów społecznych. 

### Przebieg święta
Święto cieszyło się ogromnym zainteresowaniem paryżan, którzy w liczbie około 100 tys. stawili się na Polu Marsowym. Mimo złej pogody stawiła się też w komplecie Gwardia Narodowa ze sztandarami i orkiestrą. Uroczystość otwierał La Fayette, jednak najbardziej oklaskiwaną osobą był Ludwik XVI, który pojawił się na trybunie honorowej razem z rodziną, w stroju udekorowanym symbolami rewolucyjnymi (trójkolorowa kokarda). Zarówno król, jak i wszyscy zebrani przysięgli wierność narodowi i prawu, a także nienapisanej jeszcze konstytucji, a następnie odśpiewali Te Deum, natomiast Talleyrand odprawił uroczystą mszę świętą. W uroczystościach brała udział, także żywo oklaskiwana, delegacja Stanów Zjednoczonych. 
Po zakończeniu uroczystej części obchodów, miał miejsce wspólny posiłek dla wszystkich chętnych uczestników święta. 
Podobne uroczystości miały miejsce w wielu innych miastach Francji.